# Municipio de Coatzacoalcos
El municipio de Coatzacoalcos es uno de los 212 municipios en que se encuentra dividido el estado mexicano de Veracruz de Ignacio de la Llave. Se encuentra localizado en el sureste del territorio y su cabecera es la ciudad de Coatzacoalcos, uno de los principales puertos de México.

## Geografía
El municipio de Coatzacoalcos se encuentra localizado en el extremo sureste de Veracruz y en el punto más meridional del Golfo de México en la desambocadura del río Coatzacoalcos y en el punto más septentrional del istmo de Tehuantepec; su territorio forma parte integral de la Llanura costera del Golfo. Sus coordenadas geográficas extremas son 18° 03' - 18° 13' de latitud norte y 94° 13' - 94° 39' de longitud oeste y su altitud, muy baja por estar localizado en la llanura costera fluctúa entre 0 y 100 metros sobre el nivel del mar.
Sus límites territoriales son al oeste con el municipio de Pajapan, al sur con el municipio de Cosoleacaque, el municipio de Nanchital de Lázaro Cárdenas del Río, el municipio de Ixhuatlán del Sureste y el municipio de Moloacán y al este con el municipio de Agua Dulce.

### Orografía e hidrografía
El territorio del municipio de Coatzacoalcos es casi complemente plano debido a su ubicación en la Llanura costera del Golfo de México y la llanura de inundación del río Coatzacoalcos; casi todo el territorio tiene una altitud menor a los 100 metros sobre el nivel del mar; solo en el extremo sureste del territorio a la margen izquierda del río Coatzacoalcos se localizan pequeñas elevaciones que superan dicha marca.

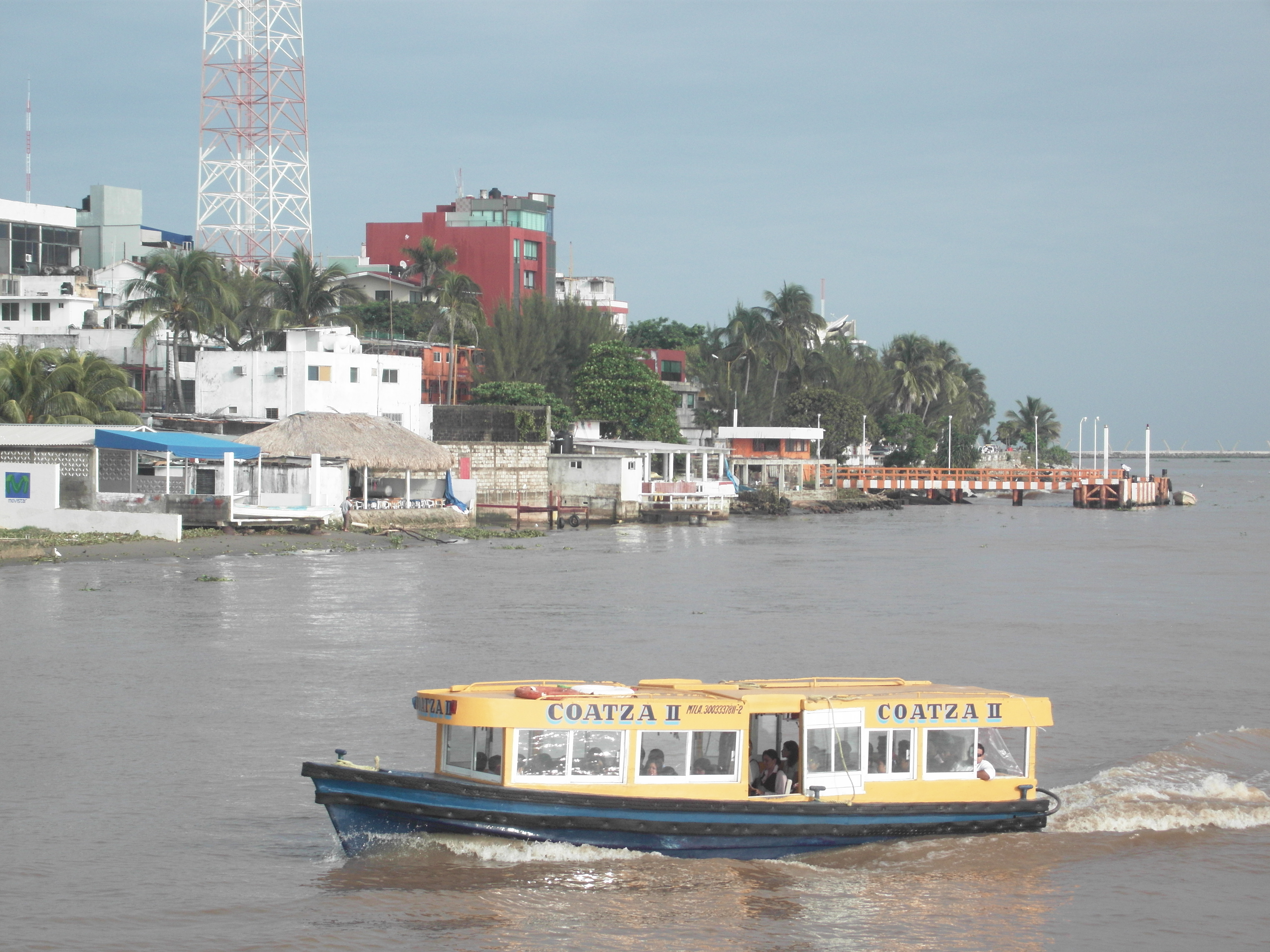
El río Coatzacoalcos junto a la zona urbana.

Fisiográficamente la totalidad del territorio forma parte de la Provincia fisiográfica XIII Llanura costera del golfo sur y a dos subprovincias, la Subprovincia llanura costera veracruzana y la Subprovincia llanuras y pantanos tabasqueños.
Hidrológicamente el municipio se encuentra dominado por el río Coatzacoalcos que lo atraviesa en sentido sur-norte y divide en dos secciones. En el municipio de Coatzacoalcos se localizan aproximadamente los últimos seis kilómetros del curso del río antes de su desembocadura en el Golfo de México, mismos en los que se localiza el Puerto de Coatzacoalcos, uno de los principales de México y usado sobre todo por la industria petroquímica, estando localizado en la zona varias instalaciones industriales de la empresa estatal mexicana Petróleos Mexicanos, como los complejos petroquímicos Pajaritos, Morelos y Cangrejeros. El cauce del río en el entorno municipal es el típico de los grandes ríos en su zona baja, caracterizada por su anchura y amplios meandros.
Existen además numerosos cuerpos de agua, entre los que están los ríos Calzadas, el Gavilán, Teapa y Agua Dulce; además varias lagunas o esteros como las del Ostión, el Tepache y Carolino Anaya.
Hidrológicamente el territorio municipal se encuentra íntegramente en la Región hidrológica Coatzacoalcos y a dos cuencas: el 64.75% del territorio pertenece a la Cuenca del río Coatzacoalcos y el 35.25% a la Cuenca del río Tonalá y lagunas del Carmen y Machona.

### Clima y ecosistemas
La zona donde se encuentra localizada el municipio de Coatzacoalcos es considerada la de mayor pluviosidad en México. El clima de todo el territorio se encuentra clasificado como Cálido húmedo con abundantes lluvias en verano.
La temperatura media anual de tres cuartas partes del territorio fluctúa entre 24 y 26 °C, mientras que el tercio sureste del mismo se eleva a quedar entre 26 y 28 °C; la pluviosidad promedio, como se mencionaba previamente es sumamente elevada, estando entre los 2 400 y 2 600 mm anuales todo su territorio.
El 40.42% del territorio municipal se encuentra cubiertpo por pastizal, existe así mismo un 14.97% en que subsiste la selva, sobre todo en el sector más oriental del mismo, por ser el menos urbanizado; pequeñas extensiones son además cubiertas por popal y por manglar, este último sobre todo el extremo oeste, en la zona de la Laguna del Ostión.
Se pueden localizar poblaciones de mamíferos silvestres como armadillo, ardilla, conejo, tejón; reptiles y aves tales como garzas, tordos, palomas, grullas y golondrinas.

## Demografía
De acuerdo con el Censo de Población y Vivienda, realizado en 2020 por el Instituto Nacional de Estadística y Geografía, el municipio posee una población de 310 698 habitantes, de los que 149 139 son hombres y 161 559 son mujeres.

### Localidades
El municipio tiene un total de 92 localidades. Las principales localidades y su población en 2020 son las siguientes:
| Localidad            | Población |
| Total Municipio      | 310 698   |
| Coatzacoalcos        | 212 540   |
| Ciudad Olmeca        | 24 085    |
| Allende              | 23 351    |
| Villa San Martín     | 15 659    |
| Puerto Esmeralda     | 9 585     |
| Resto de localidades | 25 478    |

## Política
El gobierno del municipio de Coatzacoalcos está a cargo de su Ayuntamiento, que es electo mediante voto universal, directo y secreto para un periodo de tres años que no son renovables para el periodo inmediato posterior pero si forma no continua. Está integrado por el presidente municipal, un Síndico único y el cabildo conformado por trece regidores, seis electos por mayoría relativa y siete por el principio de representación proporcional. Todos entran a ejercer su cargo el día 1 de enero del año siguiente a su elección.

### Subdivisión administrativa
Para su régimen interior, el municipio de Coatzacoalcos se divide en cinco agencias municipales, cuyos titulares son electos mediante voto universal, directo y secreto en procesos organizados por el Ayuntamiento.
Las cinco agencias son:
- Allende
- Mundo Nuevo
- Las Barrillas
- Colorado
- Guillermo Prieto

### Representación legislativa
Para la elección de Diputados locales al Congreso de Veracruz y de Diputados federales al Congreso de la Unión, el municipio de Coatzacoalcos se encuentra integrado en los siguientes distritos electorales:
Local:
- Distrito electoral local 29 de Veracruz con cabecera en la ciudad de Coatzacoalcos.
- Distrito electoral local 30 de Veracruz con cabecera en la ciudad de Coatzacoalcos.

Federal:
- Distrito electoral federal 11 de Veracruz con cabecera en la ciudad de Coatzacoalcos.[8]

### Presidentes municipales
- (1955 - 1961): Taurino Caamaño Ramos
- (1961 - 1964): Luis Toledo Barradas
- (1964 - 1967): Arnulfo González Espinoza
- (1967 - 1970): Taurino Caamaño Ramos
- (1970 - 1973): Cristóbal De Castro Palomino R.
- (1973 - 1976): Francisco King Hernández
- (1976 - 1979): Marco A. Castellanos López
- (1979 - 1982): Juan Osorio López
- (1982 - 1985): Juan Hillman Jiménez
- (1985 - 1988): Pompeyo Figueroa Morterai
- (1988 - 1991): Juan Osorio López
- (1991 - 1994): Rafael García Bringas
- (1994 - 1997): Jesús Rogelio Lemarroy González
- (1997 - 2000): Armando Rotter Maldonado
- (2000 - 2004): Marcelo Montiel Montiel
- (2004 - 2007): Iván Hillman Chapoy
- (2007 - 2010): Marcelo Montiel Montiel
- (2010 - 2013): Marcos César Theurel Cotero
- (2013 - 2017): Joaquín Caballero Rosiñol
- (2018 - 2021): Víctor Carranza Rosaldo
- (2022 - 2025): Amado Cruz Malpica